# 细嘴隐蜂鸟
细嘴隐蜂鸟（学名：Phaethornis philippii），是雨燕目蜂鸟科的一种鸟类。
细嘴隐蜂鸟体重约5克，翼长约56.8毫米，嘴峰长约36毫米，喙宽度约2.9毫米，喙厚度约2.6毫米，跗蹠长约4.5毫米，尾长约61.4毫米。细嘴隐蜂鸟在其分布区内为留鸟，其栖息在密集的高大树木组成的森林中，食性为草食性，主要食物来源是植物的花蜜。
细嘴隐蜂鸟分布于秘鲁东部、玻利维亚北部和巴西亚马逊州西部的亚马逊河以南区域。该物种是单型物种，没有亚种分化。